# Kăkrina, Loveci
Kăkrina (în bulgară Къкрина) este un sat în comuna Loveci, regiunea Loveci,  Bulgaria. 

## Demografie
Componența etnică a satului Kăkrina
     Bulgari (86,64%)
     Turci (5,77%)
     Nicio identificare (7,58%)
     Altele (0%)
La recensământul din 2011, populația satului Kăkrina era de 277 locuitori. Din punct de vedere etnic, majoritatea locuitorilor (86,64%) erau bulgari, cu o minoritate de turci (5,77%). Pentru 7,58% din locuitori nu este cunoscută apartenența etnică.